# 泉じゅん
泉 じゅん（いずみ じゅん、本名：結城 由紀子（旧姓 飯島）、1956年9月6日 - ）は、日本の元女優。血液型はO型。身長160cm。B83cm、W56cm、H86cm（1976年7月）。

## 来歴・人物
東京都江戸川区平井生まれ。東京都立台東商業高等学校卒業後の1976年、六本木のステーキハウスでウェイトレスをしていたとき、日活関係者からスカウトされ、同年、日活ロマンポルノ『感じるんです』（白鳥信一監督）の主役に抜擢されてデビューした。なお、泉じゅんという芸名は、デビュー作『感じるんです』の原作者である泉大八の命名による。彼の名字である『泉』と、『感じるんです』の原作のタイトルであり泉じゅんの役名でもある『ジュンちゃん』から取ったものである。『感じるんです』を三分の二ぐらい撮ったとき、雑誌のグラビアに写真が載って、それを見た兄が猛反対して殴られ、しばらくはロマンポルノから離れて一般作品に出演した。この時期の出演作品としては映画『犬神の悪霊』（伊藤俊也監督）、テレビドラマ『ザ・スーパーガール』などが挙げられる。これらの作品でもヌードは披露している。
山口百恵主演の映画『泥だらけの純情』（富本壮吉監督）、『古都』（市川崑監督）などに友人役で、また『ホワイト・ラブ』にも出演している。
1980年に『百恵の唇　愛獣』（加藤彰監督）でロマンポルノに復帰。以後、ロマンポルノ作品に次々と出演した。容姿とヌードの美しさから、ロマンポルノの中でも人気女優の一人となった。特に主演をつとめた『天使のはらわた 赤い淫画』（池田敏春監督）、『乳首にピアスをした女』（西村昭五郎監督）、『主婦と性生活』（堀内靖博監督）、『看護女子寮　いじわるな指』（川崎善広監督）などはヒット作となった。
テレビドラマなどへの出演も多く『プロハンター』『大捜査線』『西遊記』『水戸黄門』などのドラマにもゲスト出演したことがある。
料理研究家の結城貢と結婚（2022年4月、死別）し、現在は芸能界から引退しているが、結城の妻としてテレビ画面に登場することがあった（例・2014年6月放送のフジテレビ系『バイキング』「小林麻耶の金曜花嫁修業」に、夫婦揃って出演した）。現在、東京原宿で会員制割烹料理「結城」を営む。

## 出演

### 映画
- 感じるんです（1976年、日活）
- サチコの幸（1976年、日活）
- 俺の空（1977年、東宝）　^ 稲垣美奈子
- 犬神の悪霊（1977年、東映）　- 加納麗子
- 不連続殺人事件（1977年、ATG）　- 女中の下枝
- 泥だらけの純情（1977年、東宝）　- 長門智子
- お嫁にゆきます（1978年、東宝）
- 皇帝のいない八月（1978年、松竹）　- 乗客のユミ
- ホワイト・ラブ（1979年、東宝）　- CMタレント役
- 古都（1980年、東宝）　- 正子
- 不良少年（1980年、東映）　- 理恵
- 百恵の唇 愛獣（1980年、にっかつ）
- 愛獣 悪の華（1981年、にっかつ）
- 愛獣 襲る!（1981年、にっかつ）
- 愛獣 赤い唇（1981年、にっかつ）
- 悪女軍団（1981年、にっかつ）
- 天使のはらわた 赤い淫画（1981年、にっかつ）　- 土屋名美
- 赤いスキャンダル 情事（1982年、にっかつ）
- 乳首にピアスをした女（1983年、にっかつ）
- 色ざんげ（1983年、にっかつ）
- のぞき（1983年、にっかつ）
- 宇能鴻一郎の伊豆の踊り子（1984年、にっかつ）
- 主婦と性生活（1984年、にっかつ）
- 看護女子寮 いじわるな指（1985年、にっかつ）
- それから（1985年、東映）　- 常次郎の女
- そろばんずく（1986年、東宝）　- ちいママ
- 天使のはらわた 赤い眩暈（1988年、にっかつ）　- あゆみ
- 文学賞殺人事件 大いなる助走（1989年、東映）　- 山中道子

### テレビドラマ
NHK
- ドラマ人間模様
  - われは女成りけるものを… 樋口一葉（1985年）

日本テレビ
- 気まぐれ天使
  - 第7話「拾いものには御用心」（1976年）
- 俺たちの祭
  - 第18話「幸福の時」（1977年 - 1978年）
- 西遊記
  - 第11話「夜と昼の妖怪夫婦」（1978年） - 眠々
- プロハンター（1981年） 
  - 第19話「標的は誰だ?」
- 俺はご先祖さま（1981年） - マリ子
- 火曜サスペンス劇場
  - 死を抱く女 新婚初夜突然夫が死んだ!（1982年)
  - 偽りの未亡人 生きている夫の死亡届を出した私（1983年） - 矢田部純子
  - 松本清張スペシャル13 わるいやつら（1985年） - 横武たつ子
  - 松本清張スペシャル14 夜光の階段（1986年） - 岡野和子
- セーラー服反逆同盟
  - 第5話「学園、幽霊現わる!」（1986年）
- あぶない刑事
  - 第14話「死闘」（1986年） - 井上たまみ

テレビ朝日
- 特捜最前線
  - 第71話「恐怖のタクシードライバー!」（1978年）
  - 第488話「強殺犯逃亡・あぶない道連れ!」（1986年）
- 土曜ワイド劇場
  - 江戸川乱歩の美女シリーズ「暗黒星」より 黒水仙の美女（1978年） - 伊志田悦子
  - 女弁護士朝吹里矢子（3）囁く手首の謎（1979年）
  - 結婚しない女医 沈黙の目撃者 ラブホテル殺人事件（1981年）
  - 通り魔連続殺人 襲われた団地妻（1981年）
  - デートの裏で殺人が…うりふたつの女（1981年）
  - 愛人バンク殺人事件 夢を売る女たち「月4回、20万円…」（1983年）
  - 鏡の中の未亡人 殺人告知の電話が三度鳴る! 婚姻関係終了届（1984年）
  - 京都大原殺人事件 三千院で出逢った女 密室・電話ダブルトリック（1985年）
  - 悪女志願 狙われた美人OLの復讐!!盗聴、変身…華麗なる完全犯罪（1986年）
  - 白衣の複合殺人 美しい姉妹の性的体験! みちのく海岸解明の旅（1987年）
  - 東京原宿ハウスマヌカン連続殺人（1987年）
  - キャットショー連続殺人 華麗な船上パーティーに女の虚栄が（1987年）
  - ぐるり富士山おまじないツアー（1988年）
  - 思い出の写真 東京～鹿児島殺意のルート シティーホテルで消えた水玉模様の女（1988年）
  - 阿寒湖マリモ殺人事件　姉の死は自殺!?6年目に解き明かす湖畔の疑惑!!（1989年）
- 西部警察
  - 第34話「長野行特急列車」（1980年） - 瀬川れいこ
- 西部警察 PART-II
  - 第25話「走る爆破司令室 −マシン・RS−」（1982年） - ユウコ（平尾の見合い相手）
- 暴れん坊将軍シリーズ
  - 吉宗評判記 暴れん坊将軍
    - 第193話「初雪は哀しき女の死化粧」（1982年） - おこん

  - 暴れん坊将軍II
    - 第38話「激突! みちのく"将軍狩り"!!」（1983年） - 小りん

  - 暴れん坊将軍III
    - 第20話「からくり盗っ人街道」（1988年） - 山猫お仙
    - 第40話「吉宗が怒った役人天国!」（1988年） - 友乃
- 源九郎旅日記 葵の暴れん坊
  - 第33話「やがて愛でたき宮津節」（1982年） - おこん
- 月曜ワイド劇場
  - 続・女性万引ガードマン（1984年）
- 私鉄沿線97分署
  - 第4話「幸せイミテーション」（1984年） - 小森あきこ
- 傑作時代劇
  - 半七捕物帳 十手無用の仮面舞踏会（1987年）
- 大都会25時
  - 第14話「よみがえる殺意!復讐はタンゴにのって」（1987年）
- ベイシティ刑事
  - 第10話「湘南大捜査線!危険な女」（1987年）
- さすらい刑事旅情編
  - 第4話「新特急谷川・約束の2番ホーム」（1988年11月9日）

TBSテレビ
- おおヒバリ!（1977年 - 1978年）- 佐野みどり
- 噂の刑事トミーとマツ
  - 第29話「激負け! トミマツのホテルマン」（1980年） - 星野五月
- 玉ねぎむいたら…
  - 第20話「許婚だよおっ母さん」（1981年8月14日）-美紀（喫茶店店員）
- ザ・サスペンス
  - 港町殺人ブルース（1982年）
  - 松本清張の突風 危険が匂うその風になぜ人妻は身を任す?（1983年）
- ナショナル劇場
  - 水戸黄門
    - 第14部
      - 第30話「凄絶! 忍者砦の決闘・名張」（1984年5月21日） - マキ

    - 第16部
      - 第3話「関所に巣喰う鬼退治・箱根」（1986年5月12日） - お袖

  - 大岡越前
    - 大岡越前 第8部
      - 第5話「十手が消えた女風呂」（1984年8月20日） - おこう
- 水曜ドラマスペシャル
  - おかしな二人 危険な婚前旅行（1985年）

東京12チャンネル→テレビ東京
- 大江戸捜査網
  - 第336話「鉄火娘 怒りの一番纏」（1978年） - おしの
  - 第347話「海女が秘めた海底の罠」（1978年） - おみつ
- ザ・スーパーガール（1979年 - 1980年）- 白石美香
- 斬り捨て御免!（1981年）
  - 第2シリーズ
    - 第3話「悪鬼が散らした無惨花」 - おぬい
- 12時間超ワイドドラマ
  - 花の生涯 井伊大老と桜田門 （1988年1月2日） - 萩栄

フジテレビ
- 平岩弓枝ドラマシリーズ
  - 女の河（1977年）- 土屋雅子
- 同心部屋御用帳 江戸の旋風IV
  - 第7話「剣と千羽鶴」（1978年） - おしま
- 大捜査線（1980年）
- 江戸の朝焼け（1980年）
  - 第15話「風流深川おんな狐」 - おせい 役
- 時代劇スペシャル
  - 怪猫有馬御殿　妖しく光る猫の眼!! 血も凍る女の館 恐怖の夜!!（1983年）
  - 烙印の女たち（1984年） - おりん
- 乾いて候（1984年）
- 弐十手物語
  - 第11話「六人の容疑者」（1984年6月28日）
- 銭形平次
  - 第879話「恐怖の宿」（1984年） - おゆみ
- 一枚の写真（1988年3月3日）
- 金曜エンタテイメント
  - せつない探偵柚木草平の殺人レポート2（1996年）

よみうりテレビ
- 木曜ゴールデンドラマ
  - ガス橋あたり 悲しみのり越える母と娘たち（1982年）

朝日放送
- 必殺シリーズ
  - 翔べ! 必殺うらごろし
    - 第4話「生きてる娘が死んだ自分を見た」（1978年） - うめ

  - 必殺仕事人V・旋風編
    - 第2話「りつ、ハウスマヌカンになる」（1986年） - 真珠院
- ザ・ハングマンシリーズ
  - ザ・ハングマン
    - 第9話「奈落ゆき汚職航海」（1981年）

  - 新ハングマン
    - 第9話「連続射殺魔を犯した女結婚詐欺師」（1983年） - 小島由香

  - ザ・ハングマン4
    - 第15話「恋人の体が新札偽造のいけにえにされる!」（1985年） - 由香

  - ザ・ハングマンV
    - 第5話「慰謝料四千万が離婚屋に狙われる!」（1986年） - 佐伯真弓

毎日放送
- 仮面ライダーBLACK
  - 第2話「怪人パーティ」（1987年）

関西テレビ
- 夏樹静子サスペンス
  - 疑惑の五人! 私が殺した（1986年）

### ビデオ
- 泉じゅん 淫れる（にっかつビデオフィルムズ）
- プレイガール泉じゅん PartI　年上の男（現映社）
- プレイガール泉じゅん PartII　年下の男（現映社）
- レイプ！泉じゅんⅠ　―男が犯すとき―（現映社）
- レイプ！泉じゅんⅡ　―女が犯すとき―（現映社）

### CM
- 豊臣工業 トヨトミステンレスバス 夜空篇（1978年）[5]

## 写真集
- 『泉じゅん写真集 別冊スコラ』　撮影 池谷朗 （1984年10月10日、講談社・スコラ ）